# Bitwa pod Arbedo
Bitwa pod Arbedo – starcie zbrojne, które miało miejsce 30 czerwca 1422 r. w trakcie walk Szwajcarów z Mediolańczykami. Starcie pomiędzy tzw. starymi kantonami szwajcarskimi a księstwem Mediolanu miało miejsce w pobliżu miejscowości Arbedo położonej na terenie dzisiejszego kantonu Ticino. 
Stronę szwajcarską reprezentowały wojska z kantonów Uri, Unterwalden, Lucerna, Zug i Livinen. Bitwa pod Arbedo była pierwszą bitwą w historii Szwajcarii, w której nie chodziło o obronę własnego terytorium, ale o odzyskanie zajętych ziem przeciwnika. 

## Kulisy wojny
W roku 1403 kantony Uri i Unterwalden wsparły mieszkańców doliny Leventiny, zamierzających wyjść spod władzy księstwa Mediolanu. Szwajcarom udało się zająć Leventinę (1403), Riverę (1407) i Maiental (1416). Wszystkie te tereny były później zarządzane jak zwykłe gminy. Następnie kanton Uri i Sax podjęły kampanię w kierunku miasta Bellinzona, które blokowało dostęp do doliny Ticino. W latach 1407–1419 Bellinzona należała do Szwajcarii. Dopiero w roku 1419 kantony Uri i Unterwalden wykupiły całe księstwo z rąk władców Sax. 
Po śmierci księcia Giovanniego Marii Viscontiego nowi władcy Mediolanu zdecydowali się na odbicie Bellinzony. Dnia 4 kwietnia 1422 r. wojska mediolańskie wtargnęły do miasta, zdobywając je po krótkiej walce. W odpowiedzi na to kantony Uri i Unterwalden wysłały swoje wojska w kierunku St. Gotthard. Siły Szwajcarów liczyły 2500 ludzi. Po dojściu do miasta rozpoczęły się próby jego zdobycia, jednak bezskutecznie. Szwajcarzy zebrali swoje wojska w obozie, znajdującym się około 2 km od miasta, gdzie oczekiwali na posiłki mające nadejść z innych kantonów. 

## Bitwa
Wczesnym rankiem dnia 30 czerwca 1422 r. dowódca wojsk mediolańskich, słynny mediolański kondotier Francesco Bussone da Carmagnola, przypuścił niespodziewany atak na siły szwajcarskie. Mimo zaskoczenia, siłom 5000 rycerzy nie udał się ten atak. Szwajcarzy sformowali czworobok, odpierając ataki Włochów. W tej sytuacji Carmagnola puścił do ataku piechotę. Siły mediolańskie przeważały nad Szwajcarami liczbie (6-krotnie). Gdy ci zobaczyli w jak trudnym położeniu się znaleźli, zniszczyli naprędce swoje armaty i podjęli próbę przedarcia się na północ. W okolicy miejscowości Arbedo uciekinierzy zostali okrążeni. W ataku podjętym całymi siłami Szwajcarzy przedarli się wraz ze sztandarami przez linie przeciwnika i wycofali się na północ. Po drodze napotkali jeszcze nadciągające im z pomocą wojska z kantonów Schwyz i Zurych. 
W bitwie poległo 500 Szwajcarów, w tym kilku znacznych szlachciców z Uri i Zug.

## Po bitwie
Bellinzona i Leventina znalazły się ponownie pod władzą Mediolanu. Szwajcarzy utracili na rzecz przeciwnika sporne tereny, których odzyskanie trzeba było odłożyć na późniejsze lata. Sama bitwa pokazała słabość militarną Szwajcarów, którzy uzbrojeni w halabardy i włócznie nie byli w stanie skutecznie razić rycerstwa na koniach. Porażka spowodowała dozbrojenie Szwajcarów w długie piki, które lepiej sprawdzały się w walkach z konnym rycerstwem.